# 普列奥布拉热诺夫卡村委员会
普列奥布拉热诺夫卡村委员会（俄语：Преображеновский сельсовет）是俄罗斯联邦阿穆尔州扎维京斯克区所属的一个村委员会。其下辖有3个居民点，行政中心为普列奥布拉热诺夫卡。据2016年统计，该村委员会的人口为351人。